# Gun Carrier Mark I
Pour les articles homonymes, voir Mark I.
Gun Carrier Mark I est le premier canon automoteur de l'histoire, utilisé par l'armée anglaise lors de la Première Guerre mondiale.

## Développement
En 1916 dans le cas d'une percée anglaise lors de la Bataille de la Somme avec les Mark I (char), l'artillerie aurait eu des difficultés à suivre l'avancée des troupes. Pour résoudre ce problème fut conçu par les techniciens militaires anglais une artillerie mécanisée, utilisant le châssis du char Mark I. La production d'un prototype fut approuvée le 5 juin 1916, la conception proprement dite débutant en juillet, mais le premier prototype ne fut prêt qu'en mars 1917. Une cinquantaine de véhicules furent finalement fabriqués à Leeds, les livraisons à l'armée débutant  en juin 1917.

## Description
Le véhicule ne ressemblait guère au char Mark I : à l'arrière une superstructure rectangulaire recouvrait le moteur Daimler, à l'avant se trouvait un espace ouvert dans lequel était encastré  un canon de campagne de 5 pouces ou un obusier de 6 pouces.
En théorie, le canon/obusier  pouvait faire feu monté sur le véhicule, mais dans la pratique cela se révéla impossible. Il fallait le décharger avec une grue pivotante assisté par deux tambours d'enroulement entraînés par le moteur. À l'avant, au-dessus du châssis, se trouvaient deux cabines blindées, une pour le conducteur sur la gauche, et une pour le freineur sur la droite.

## Opération et histoire
En juillet 1917, 24 véhicules arrivèrent sur le front, mais furent finalement utilisés pour l'approvisionnement lourd des premières lignes.

## Variantes

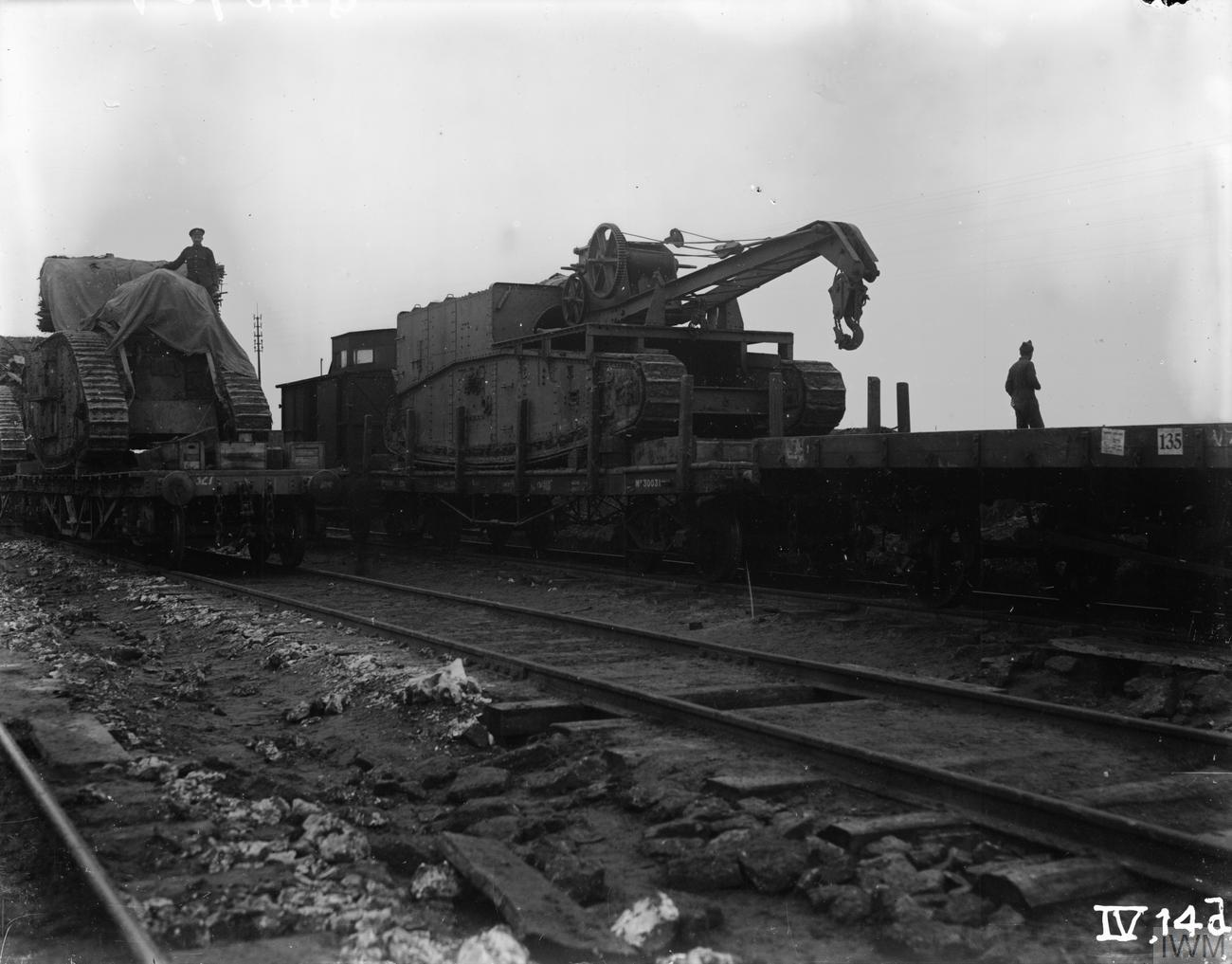
Tank grue en 1917 vers Cambrai.

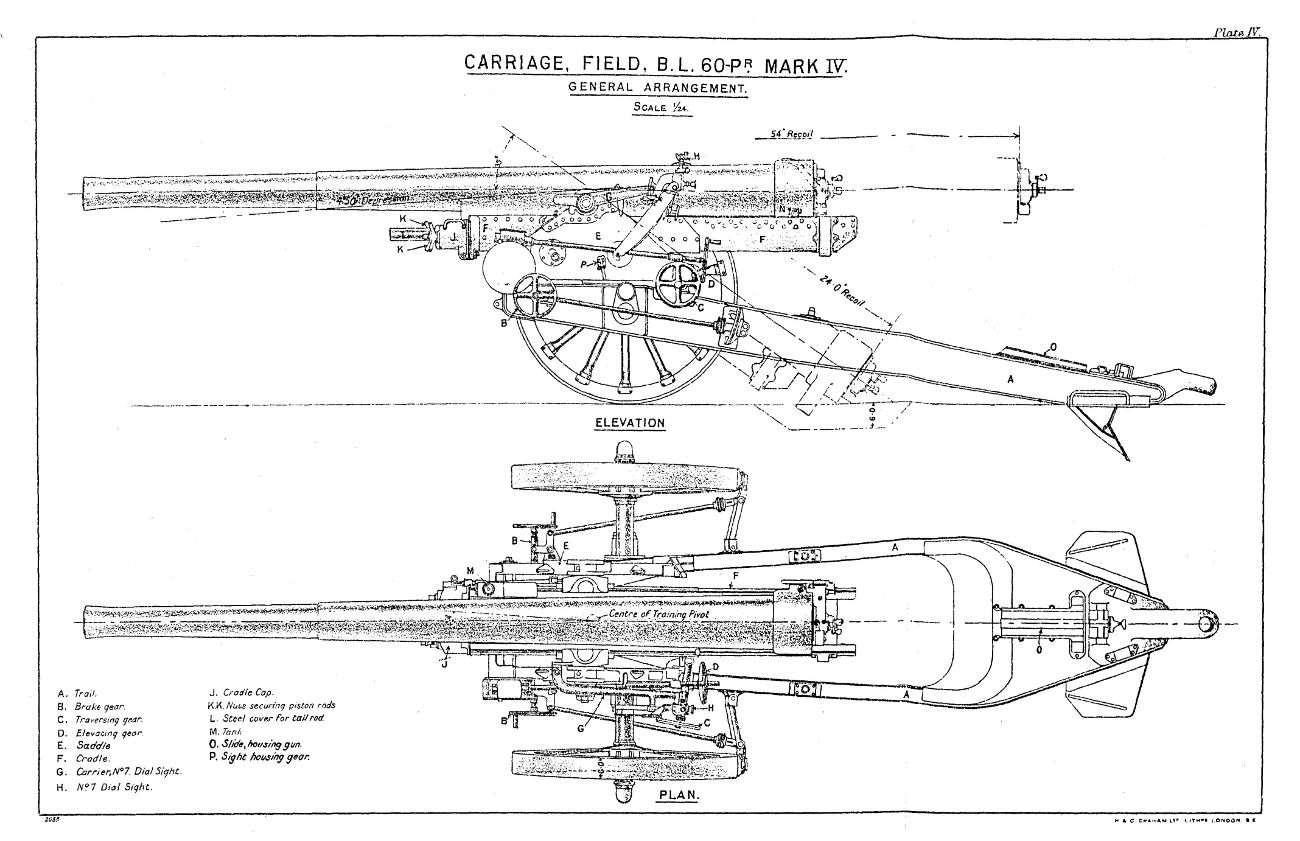
Diagramme du projet de variante avorté, le Gun mark II

Deux véhicules, avec une série de cinquante modules, ont été achevés comme transporteurs d'armes à feu.
Il y avait un projet pour un transporteur Gun Mark II. Au début de 1917, une maquette en bois a été faite d'un type amélioré, portant le canon à l'arrière. Un prototype réel a été en partie construit, mais jamais terminé, le seul résultat du projet étant que le type d'origine est désormais connue sous le nom Gun Transporteur Mark I.